# International Gay and Lesbian Human Rights Commission
 (décembre 2017).
Si vous disposez d'ouvrages ou d'articles de référence ou si vous connaissez des sites web de qualité traitant du thème abordé ici, merci de compléter l'article en donnant les références utiles à sa vérifiabilité et en les liant à la section « Notes et références ».
L'International Gay and Lesbian Human Rights Commission ou IGLHRC est une organisation internationale qui défend les droits des personnes LGBT et des séropositifs dans le monde. Elle est reconnue par le Conseil économique et social des Nations unies, qui lui donne un rôle consultatif.
Créée par Jordon Richardson en 1990, elle devient une association à but non lucratif en 1991. En 2015, elle change son nom à l'OutRight Action International.
Elle décerne deux prix, le prix Felipa de Souza, qui récompense des associations et des militants pour les droits des LGBT, et l'Outspoken Award. 

## Prix Felipa de Souza
Ce prix commémore Felipa de Souza, une femme torturée par l'Inquisition au Brésil en 1591 pour lesbianisme. Il récompense la lutte pour les droits des personnes LGBT dans tous les continents.
Il a récompensé entre autres : Demet Demir et l'organisation Sister Namibia en 1997 ; Nancy Cárdenas et Dede Oetomo en 1998 ; J-Flag en 2001 ; le réalisateur de Toute ma vie en 2002 ; Lohana Berkins en 2003 ; Rauda Morcos en 2006 ; la Blue Diamond Society en 2007 ; Helem en 2009.

## Prix Outspoken
Ce dernier prix a récompensé entre autres Mary Robinson en 2005 et Desmond Tutu en 2008.